# Helliwell Hills
Helliwell Hills är en kulle i Antarktis. Den ligger i Östantarktis. Nya Zeeland gör anspråk på området. Toppen på Helliwell Hills är 1 394 meter över havet.
Terrängen runt Helliwell Hills är kuperad österut, men västerut är den platt. Terrängen runt Helliwell Hills sluttar norrut.  Trakten är obefolkad. Det finns inga samhällen i närheten. 